# Marco Teutscher
Marco Teutscher (* 1. Februar 1992) ist ein niederländischer Poolbillardspieler.

## Karriere
Seine beste Platzierung bei Jugend-Europameisterschaften war der fünfte Platz, den er 2008 im 9-Ball-Wettbewerb der Schüler sowie 2009 im 14/1 endlos und 2010 im 10-Ball der Junioren erreichte.
2010 wurde Teutscher vom niederländischen Verband erstmals zur Herren-Europameister nominiert, bei der er jedoch in keiner der vier Disziplinen die Finalrunde erreichte. Bei der EM 2012 zog er ins Achtelfinale des 14/1-endlos-Wettbewerbs ein und unterlag dort dem er dem Polen Konrad Piekarski. Im August 2012 wurde er Fünfter bei den Benelux Open. Auf der Euro-Tour erreichte er im Mai 2013 bei den Austria Open erstmals die Finalrunde, bei der er im Achtelfinale gegen Phil Burford ausschied. Einen Monat später wurde Teutscher Neunter beim Deurne City Classic.
Im Januar 2014 wurde er Fünfter bei den Longoni Capelle Open und beim 9-Ball-Mini-Turnier des Derby City Classic. Bei der EM 2014 erreichte er das Achtelfinale im 14/1 endlos. Bei der 9-Ball-Weltmeisterschaft 2014 schied er in der Runde der letzten 32 gegen Li Hewen aus, nachdem er Titelverteidiger Thorsten Hohmann mit 11:9 besiegt hatte. Im Oktober 2014 erreichte er bei den Dutch Open zum zweiten Mal ein Euro-Tour-Achtelfinale.
Im Januar 2015 gewann Teutscher im Finale gegen den Mexikaner Rubén Bautista den 9-Ball-Mini-Wettbewerb des Derby City Classic. Bei der 10-Ball-Weltmeisterschaft 2015 erreichte er die Runde der letzten 64. Wenige Tage später schaffte er es bei den Italian Open erstmals ins Viertelfinale eines Euro-Tour-Turniers, in dem er jedoch mit 7:9 gegen Karl Boyes verlor. Bei der EM 2015 erreichte er in zwei Disziplinen das Viertelfinale. Im 14/1 endlos unterlag er dem späteren Europameister, seinem Landsmann Nick van den Berg, im 9-Ball verlor er gegen den Polen Karol Skowerski. Bei der 9-Ball-WM 2015 schied er in der Runde der letzten 64 gegen Wojciech Szewczyk aus.
Im April 2016 erreichte er bei der Europameisterschaft das Achtelfinale im 10-Ball. Wenige Tage später gewann er bei den Austrian Open seine erste Euro-Tour-Medaille, nachdem er im Halbfinale gegen den Schweizer Ronald Regli ausgeschieden war.
In der Saison 2014/15 spielte Teutscher mit dem 1. PBC Joker Geldern in der 2. Bundesliga. Anschließend fusionierte Joker Geldern mit dem BSC Neukirchen-Vluyn zum BSC Neukirchen/Geldern, mit dem er in der Saison 2015/16 in der zweiten Liga spielt.
Teutscher nahm bislang einmal am World Cup of Pool teil. Gemeinsam mit Huidji See schied er 2011 in der ersten Runde gegen die Thailänder Nitiwat Kanjanasri und Kobkit Palajin aus.